# Harmony (hrabstwo Price)
Harmony – miasto w Stanach Zjednoczonych, w stanie Wisconsin, w hrabstwie Price.